# Aston Martin Valkyrie
El Aston Martin Valkyrie es un automóvil superdeportivo producido, de manera colaborativa entre Aston Martin, Red Bull Racing y otros fabricantes.
Es un coche totalmente utilizable y agradable para la carretera. Los fabricantes reclaman el título de coche legal en carretera más rápido del mundo. En su diseño ha colaborado Adrian Newey, director técnico de Red Bull Racing y uno de los diseñadores actuales más exitosos de la Fórmula 1.
Sus principales competidores serían el Mercedes-AMG One y el Red Bull RB17.

## Nomenclatura
El nombre de código original era Nebula, un acrónimo de Newey, Red Bull y Aston. El nombre "AM-RB 001" fue elegido como el código final y fue decidido así, ya que Aston Martin y Red Bull Racing habían colaborado durante todo el proyecto. AM significa Aston Martin y RB significa Red Bull, mientras que 001 puede ser una referencia a que sea el primer coche de producción en el que los dos han colaborado.
En marzo de 2017 se reveló que sería nombrado Valkyrie, basado en las valquirias de la mitología nórdica. Según Red Bull, el nombre fue elegido para continuar la tradición de Aston Martin de los coches que empiezan por "V", como por ejemplo el Vulcan, para distinguirlo como un coche de alto rendimiento.

## Diseño

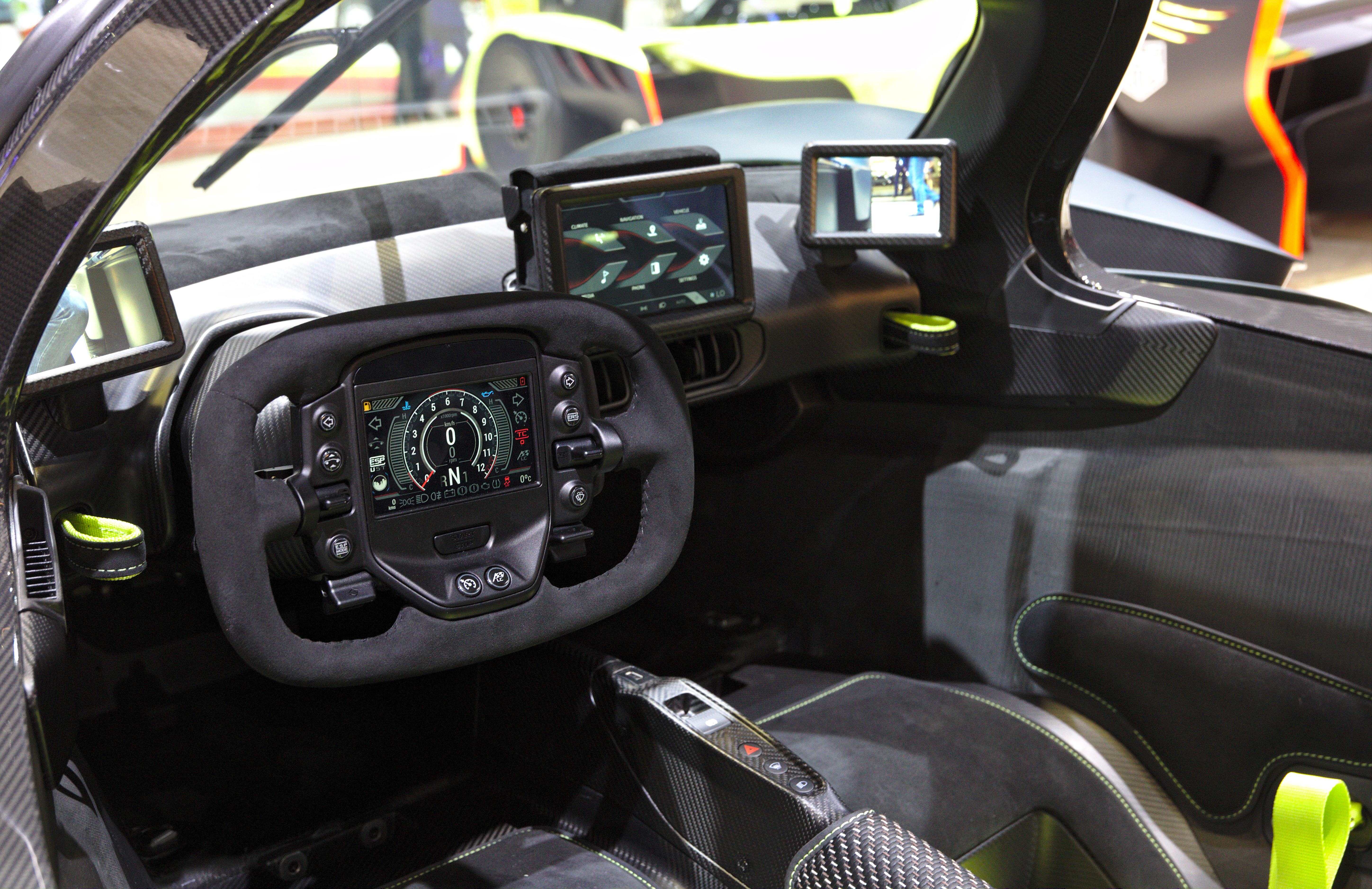
Interior.

Primeramente se expuso un coche de demostración antes de que el coche de producción, a fin de darle al público una idea de lo que podría parecer.
El exterior es extremadamente aerodinámico para un deportivo, con un habitáculo ampliamente abierto por el que puede caber una persona, capaz de producir 1815 kg (4001 libras) de carga aerodinámica. Los orificios en la parte superior, por ejemplo, en la parte delantera y la toma de techo y un divisor frontal (splitter) grande, ayudan en la aerodinámica. Los rines también están diseñados para maximizar el flujo de aire.
El diseño interior fue filtrado el 20 de junio de 2017 y dio una vista previa del diseño del coche. No tiene un panel de instrumentos, sino más bien una serie de pantallas. En las esquinas izquierda y derecha, están las pantallas de la cámara para los espejos laterales. Una pantalla se encuentra en la parte superior de la consola central, que puede contener información del vehículo en directo y controles. En el volante se utiliza una pantalla, que sirve para los indicadores del piloto. Los diales y los interruptores se sitúan al lado del mando de la pantalla, para permitir cambios más fáciles sin interrumpir el manejo. Los asientos tienen dos cinturones de seguridad. Debido al pequeño tamaño del interior, es posible que no todas las personas quepan. Para solucionar este inconveniente, Aston Martin hace un escaneo en 3D de sus propietarios. Con esto, se consigue que se puedan hacer los asientos tan cómodos para el cliente como sea posible.

## Especificaciones

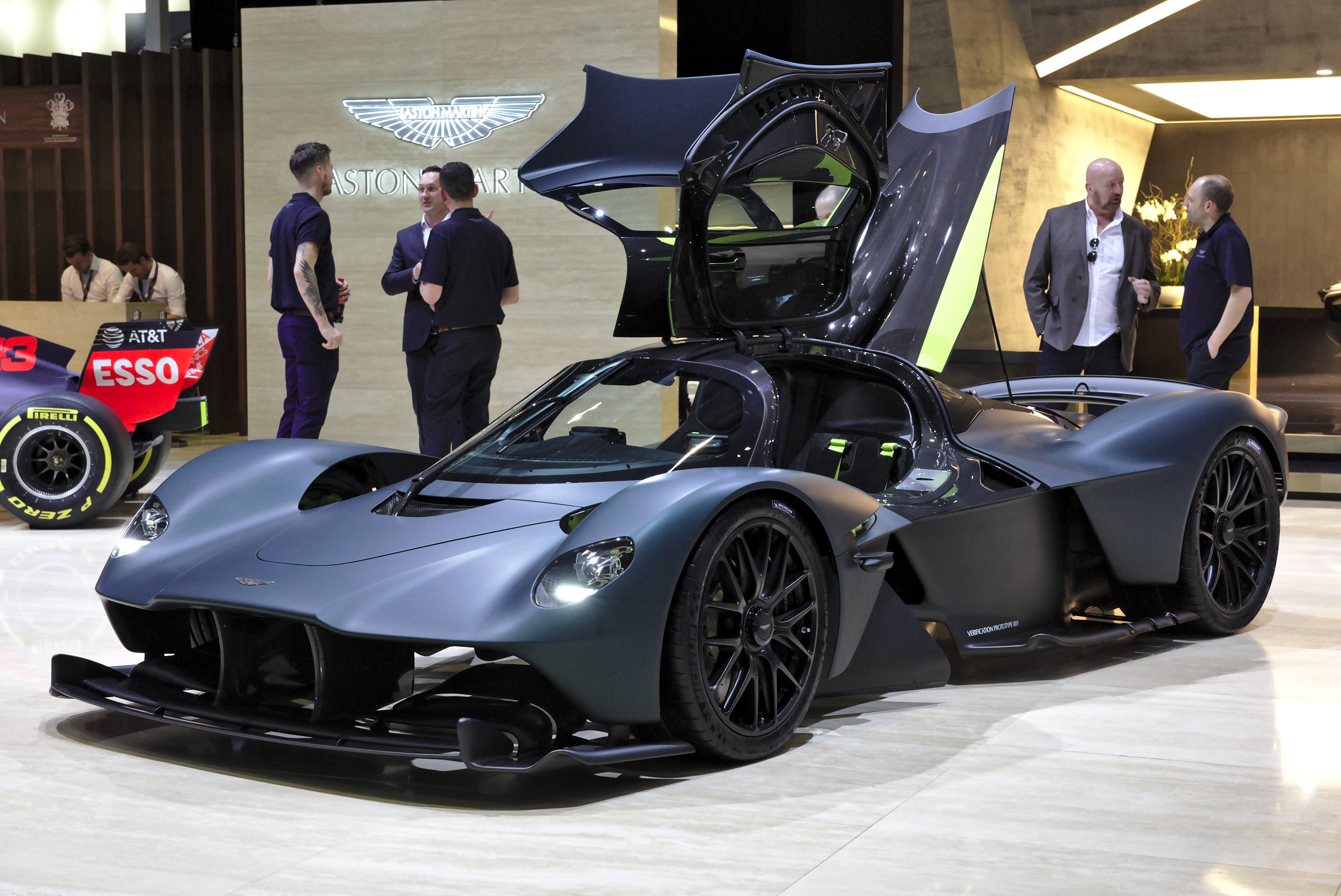
Prototipo de verificación en el Salón del Automóvil de Ginebra de 2019.

En febrero de 2017, se develó la mayoría de las especificaciones preliminares del coche. Las especificaciones finales fueron develadas más adelante durante ese mismo año. Al mismo tiempo que se dio a conocer la potencia final, también se comunicó el peso, el cual quedó en 1355 kg (2987 libras) en seco, logrando superar así la relación potencia a peso de 1:1, con 0,86 CV/kg. El sistema híbrido con KERS similar a los instalados en los coches de F1, ha sido desarrollado por dos socios técnicos principales: Integral Powertrain Ltd., que suministra el motor eléctrico hecho a medida; y Rimac para el sistema de batería híbrida ligera. La potencia es transmitida a través de una transmisión automatizada de siete velocidades fabricada por Ricardo, con paletas de cambio detrás del volante.
El sistema híbrido completo aporta una potencia adicional de 168 HP (170 CV; 125 kW).
Los gases de escape salen por la parte alta del coche, cerca del motor, de una forma similar a los coches de Fórmula 1 (F1) y el Porsche 918.
Bosch suministra la unidad de control de motor (ECU), el sistema de control de tracción y el control de estabilidad (ESP), mientras que los frenos y las pinzas son proporcionados por Alcon y Surface Transforms, respectivamente. Tanto las luces delanteras como traseras están fabricadas por Wipac. Todo está hecho en fibra de carbono y no hay un solo componente de acero en toda su estructura. El coche está instalado sobre un chasis MonoCell del fabricante Multimatic.
Los rines son de una aleación ligera de magnesio con tuerca de seguridad central, con especificaciones de carrera para reducir la masa. En 2020, después de que el Red Bull RB16 tuviera su primera prueba en el Circuito de Silverstone, Max Verstappen y Alexander Albon pilotaron el coche por la pista.
| Distribución                        | DOHC 4 válvulas x cilindro (48 en total) accionadas por cadena, con VVT                                                               |
| Alimentación                        | Inyección multipunto secuencial de doble puerto, naturalmente aspirado                                                                |
| Diámetro x carrera                  | 98 x 71,8 mm (3,86 x 2,83 pulgadas)                                                                                                   |
| Relación de compresión              | 13.5:1 |
| Potencia máxima                     | 1000 HP (1014 CV; 746 kW) @ 10 600 rpm (gasolina) 168 caballos (170 CV; 125 kW) (e-motor) 1168 HP (1184 CV; 871 kW) (total combinado) |
| Par máximo                          | 780 N·m (575 lb·pie) @ 7000 rpm (gasolina) 280 N·m (207 lb·pie) e-motor 1060 N·m (782 lb·pie) (total combinado)                       |
| Línea roja                          | 11 100 rpm |
| Capacidad del tanque de combustible | 50 litros (13,2 galAm) |
| Orden de encendido                  | 1-7-2-8-3-9-6-12-5-11-4-10 |
| Sistema de lubricación              | Cárter seco |

| 1.ª  | 2.ª  | 3.ª   | 4.ª   | 5.ª   | 6.ª   | 7.ª   | Reversa | Final |
| ---- | ---- | ----- | ----- | ----- | ----- | ----- | ------- | ----- |
| 2.85 | 2.08 | 1.571 | 1.242 | 1.024 | 0.884 | 0.796 | 2.85    | 2.909 |

## Producción
La producción de coches de calle está limitada a 150 unidades, mientras que para el AMR Pro también está limitada a 25 ejemplares. Todos están ya vendidos.

## Política de reventa
Andy Palmer, cuando era director ejecutivo de Aston Martin, escribió en Twitter el 4 de julio de 2017, que si un propietario de un Valkyrie decide comprar y vender el coche rápidamente para obtener ganancias, sería excluido de recibir cualquier otras ediciones especiales de Aston Martin. Esta política también se utiliza para los nuevos Ford GT.

## Valkyrie AMR Pro

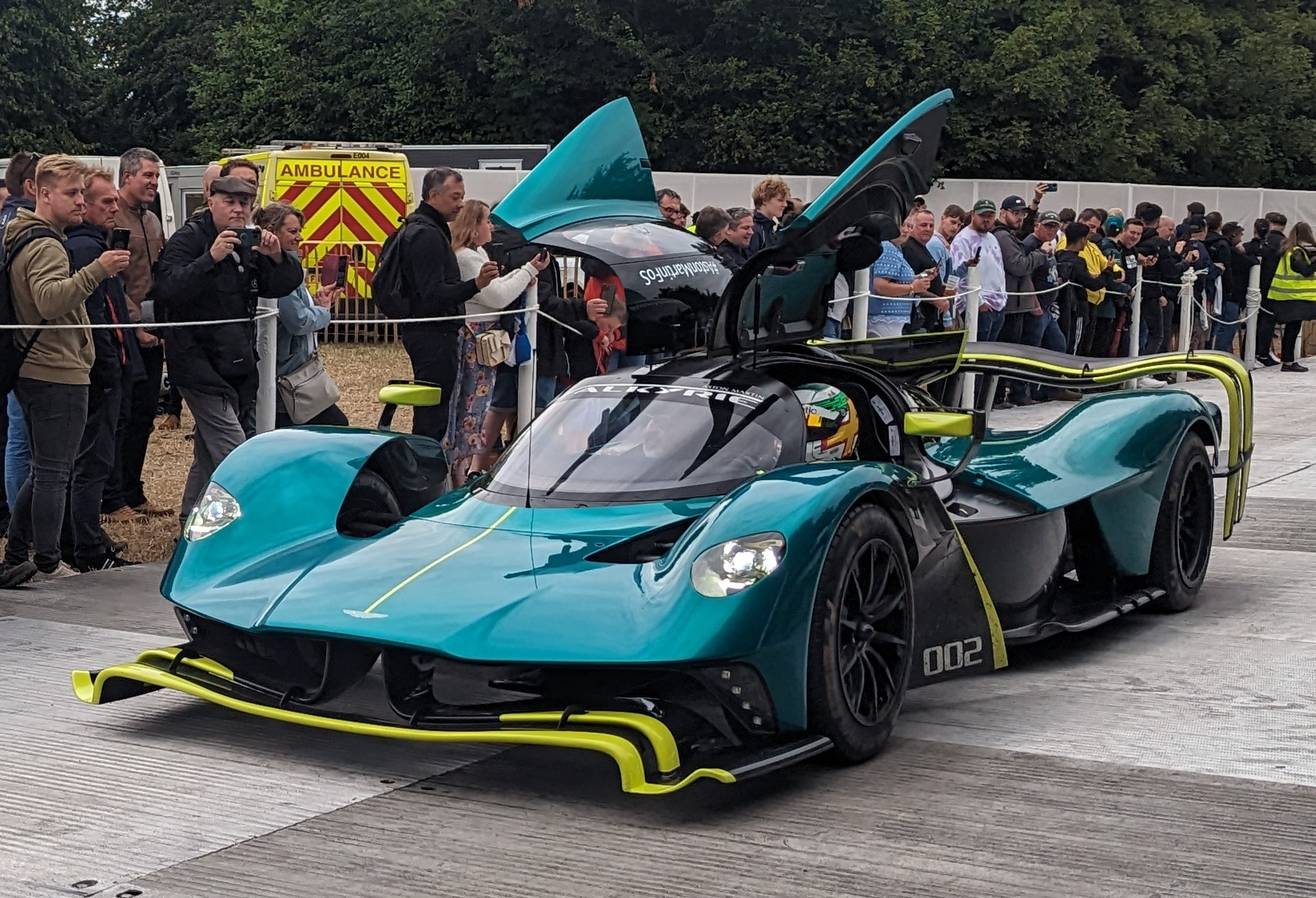
AMR Pro de 2023.

La variante para pista AMR Pro se presentó en el Salón del Automóvil de Ginebra de 2018. Solamente se han fabricado 25 unidades, de las cuales ya se han vendido todas. Utiliza el mismo V12 naturalmente aspirado de 6,5 litros (396,7 plg³) que el vehículo de carretera sin el sistema KERS. El V12 también sería modificado, lo que significa que tendría más de los 1130 HP (1146 CV; 843 kW) estimados que la versión de calle.
Utiliza ruedas más pequeñas de 18 pulgadas (45,7 cm) en ambos ejes. Esto es para permitir que los neumáticos de carreras Michelin basados en los autos de carreras LMP1 se ajusten al vehículo, con frenos de carbono inspirados en la F1 para ayudar al rendimiento. El sistema de aire acondicionado y las pantallas de infoentretenimiento se eliminaron y se reemplazaron por contrapartes de carreras. El coche podrá generar 3.3 g lateral durante las curvas y 3.5 g durante el frenado. Se pretendía que su velocidad máxima sea superior a la del coche de carretera con 250 mph (402 km/h). El escape tendría piezas mínimas para silenciar el motor.
En 2021, se presentó el AMR Pro con intención de producción, que tiene un diseño significativamente más agresivo y con una aleta aerodinámica trasera estilo LMP1, un gran alerón trasero de dos elementos y un gran difusor trasero. En términos de este diseño de intención de producción, se parece más a la versión normal, pero alargada, que al concepto original.

## Valkyrie LMH
En octubre de 2023 y tras varios rumores, Aston Martin anunció la adaptación del Valkyrie a la categoría Le Mans Hypercar para participar en el Campeonato Mundial de Resistencia y el Weathertech Sportscars Championship, en las clases Hypercar y GTP. El coche sería operado por el equipo Heart of Racing, que lleva los Vantage GT3 en diferentes competiciones como la IMSA. El Valkyrie adaptaría su V12 de Cosworth al reglamento, el primer V12 en Le Mans desde el Lola-Aston Martin B09/60 de Kronos Racing en 2011 y no llevaría sistema híbrido, uniéndose así al Vanwall Vandervell 680 y al Glickenhaus 007 LMH como los únicos LMH no híbridos hasta el momento. Su debut está previsto para las 24 Horas de Daytona de 2025.
A principios de 2024, Aston Martin confirmó que había comenzado las pruebas en Silverstone con un AMR Pro con ciertas modificaciones que llevaría el LMH.

## Demostraciones

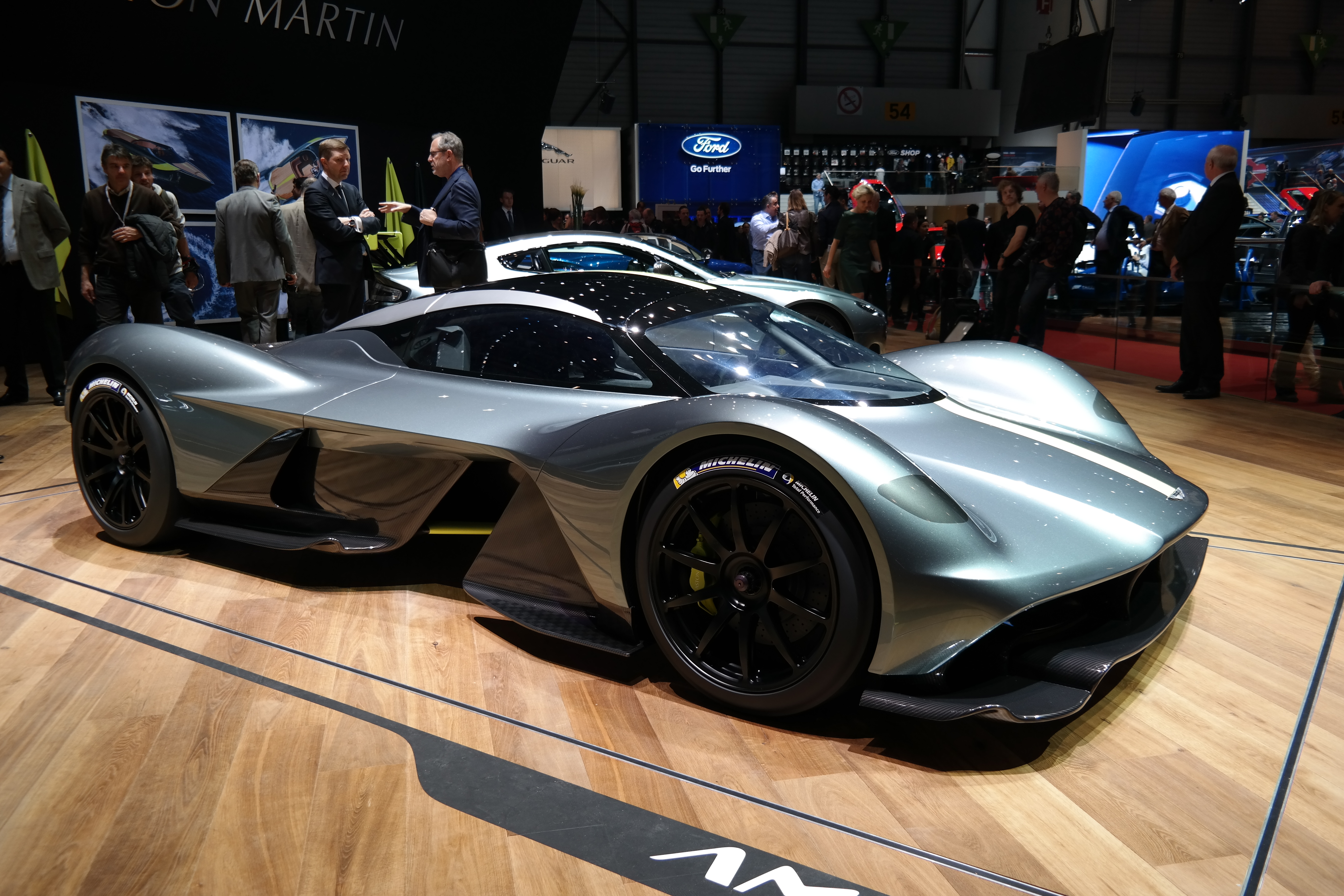
En el Salón del Automóvil de Ginebra, el 7 de marzo de 2017

- En julio de 2016 fue presentado como un modelo a gran escala en las propias instalaciones de la compañía en Gaydon.[29]
- En noviembre de 2016 fue ofrecido en un escaparate privado en las Etihad Towers un día antes del Gran Premio de Abu Dabi de 2016.[30]
- De diciembre de 2016 a febrero de 2017 fue presentado en el Salón del Automóvil de París 2017.[31]
- En febrero de 2017 fue ofrecido como el coche estrella del Salón del Automóvil de Toronto de 2017.[32]
- En marzo de 2017 fue mostrado junto con el nuevo Vanquish Volante, Rapide S AMR y V8 Vantage AMR-Pro en el Salón del Automóvil de Ginebra de 2017.[33]
- El 9 de mayo de 2017 fue presentado en el Salón del automóvil de Londres.[34]